# Arndt Stüwe
Arndt Stüwe (* 1970 in Lüneburg) ist ein deutscher Drehbuchautor.

## Leben und Wirken
Stüwe wurde in Lüneburg geboren und absolvierte sein Abitur am Johanneum zu Lübeck. Nach der Schule arbeitete er zunächst als Produktionsassistent im Musical-Bereich. Ab 1994 studierte Stüwe Regie und Drehbuch an der Filmakademie Baden-Württemberg. Seit 2000 ist er vorrangig als Drehbuchautor für TV-Serien und -Spielfilme tätig.

## Filmografie (Auswahl)
- 2007: Pfarrer Braun: Ein Zeichen Gottes
- 2007: Pfarrer Braun: Braun unter Verdacht
- 2008: Leo und Marie – Eine Weihnachtsliebe
- 2010: Callgirl Undercover
- 2015: Heiraten ist nichts für Feiglinge
- 2015: Mordkommission Berlin 1
- 2019: Echte Bauern singen besser
- 2020: Im Abgrund
- 2021: Wenn das fünfte Lichtlein brennt